# L. Leslie Brooke

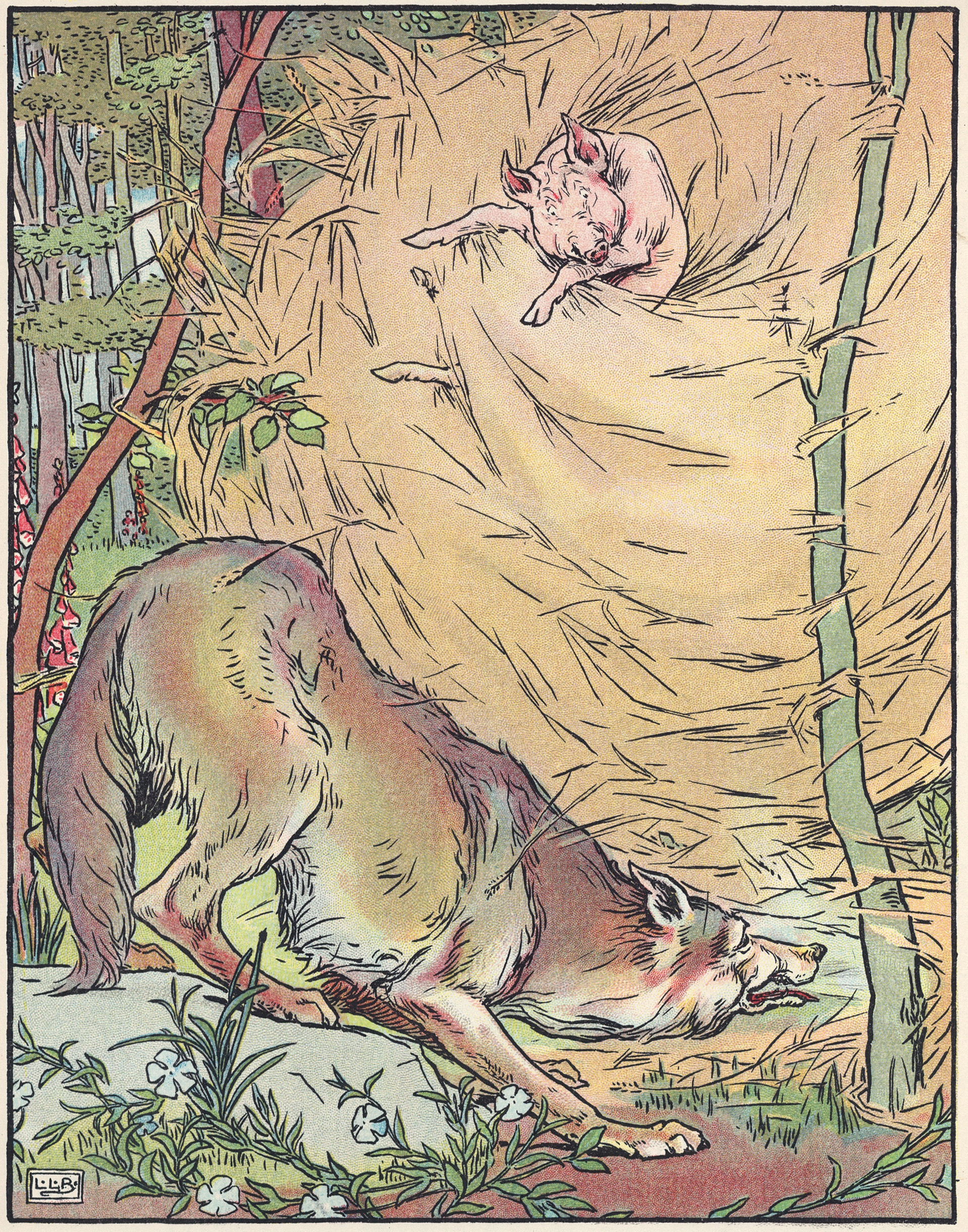
Iluistração de "Os Três Porquinhos" de Leonard Leslie Brooke

Leonard Leslie Brooke (1862–1940) foi um escritor e artista inglês. As suas ilustrações em Nursery Rhyme Book (1897) de Andrew Lang, estabeleceram a sua reputação como o principal ilustrador de livros infantis com a utilização de linhas feitas caneta e tinta e aguarelas. Alguns dos seus principais trabalhos incluem Johnny Crow's Garden (1903), Ring O' Roses, The Golden Goose Book, Johnny Crow's Party (1907), Johnny Crow's New Garden (1935), The Nursery Rhyme Book e Oranges and Lemons publicados pela Frederick Warne & Co.
Brooke casou com Sybil Diana Brooke de quem teve dois filhos. O mais novo, Henry Brooke, Barão Brooke de Cumnor, viria a ser Secretário de Estado para os Assuntos Internos.